# Sebastiaen van Aken
Sebastiaen van Aken, (gedoopt te Mechelen 31 maart 1648 — gestorven 21 november 1722) was een Zuid-Nederlands kunstschilder uit de barokperiode.
Van Aken was een leerling van Lucas Franchoys de Jongere (1616-1681) die hem het schilderen en het tekenen bijbracht. Daarna ging hij naar Rome waar hij studeerde bij Carlo Maratta. Nadat hij de stad verlaten had vertoefde Van Aken in Spanje en Portugal waar hij huwde met een vrouw afkomstig van Brussel.
Zijn bekendste werk hangt in de kerk van Onze-Lieve-Vrouw van Goede Wil te Duffel. Een altaarschilderij stelt de heilige Norbertus voor die uit handen van de Heilige Maagd een habijt van de Premonstratenzerorde ontvangt.